# Hachette Book Group
Die Hachette Book Group ist eine in den USA ansässige Verlagsgruppe. Sie befindet sich vollständig im Besitz von Hachette Livre, des größten Verlagshauses Frankreichs, das seinerseits der Unternehmensgruppe Groupe Lagardère gehört. Die Hachette Book Group entstand, als Hachette Livre 2006 vom Unternehmen Time Warner die Time Warner Book Group übernahm.

## Geschichte
Der älteste Verlag, der heute zur Hachette Book Group gehört, ist Little, Brown and Company. Er wurde 1837 gegründet und 1968 vom Medienunternehmen Time Inc. aufgekauft. Dieses fusionierte 1989 mit Warner Communications zu Time Warner. Warner hatte 1970 seinerseits den Verlag Paperback Library erworben und Warner Books gegründet. 1996 wurden die genannten Verlage zu Time Warner Trade Publishing verschmolzen und schließlich in Time Warner Book Group umbenannt. Nach der Übernahme durch Hachette Livre erfolgte 2006 eine erneute Umbenennung in Hachette Book Group. Heute (Stand: 2010) betreibt die Verlagsgruppe zahlreiche Imprints und nutzt unter anderem weiterhin die Marke Little, Brown and Company. Der größte Imprint ist jedoch das aus Warner Books hervorgegangene Grand Central Publishing, das sein Programm mittels weiterer Imprints in kleinere Segmente aufteilt.

## Geschäftsstellen
Der Hauptsitz der Hachette Book Group befindet sich in New York City. Weitere Geschäftsstellen betreibt die Verlagsgruppe in Boston (Massachusetts) und Nashville (Tennessee). Das Vertriebszentrum befindet sich in Lebanon (Indiana).